# Федотов, Иван Григорьевич
Иван Григорьевич Федотов (12 ноября 1919 — 26 апреля 1990) — исполняющий обязанности командира огневого взвода 114-го гвардейского истребительно-противотанкового полка 7-й гвардейской армии Степного фронта, гвардии старшина. Герой Советского Союза.

## Биография
Родился 12 ноября 1919 года в селе Глебово Сапожковского ныне Путятинского района Рязанской области. Окончил 5 классов. Работал трактористом на МТС.
В Красной Армии с 1939 года. Участник Великой Отечественной войны с 1941 года. В начале войны, будучи командиром, в бою под Тернополем был тяжело контужен. После госпиталя возвратился на фронт. В составе 186-го истребительно-противотанкового артиллерийского полка участвовал в боях под Сталинградом. При уничтожении группировки противника в боях 26-29 ноября, командуя орудием, уничтожил 3 дзота, 2 станковых пулемёта и до 40 противников. Был награждён медалью «За отвагу».
Потом принимал участие в боях на Курской дуге. Под городом Белгород его орудие во время наступления немцев с 5 по 9 июля уничтожило прямой наводкой с открытой огневой позиции 6 танков, 8 автомашин и более 2 взводов пехоты. Был награждён орденом Отечественной войны 1-степени. В 1943 году стал членом ВКП(б)/КПСС.
Исполняя должность командира огневого взвода 114-го гвардейского истребительно-противотанкового полка, гвардии старшина Иван Федотов отличился в бою за плацдарм на правом берегу реки Днепр. 8 октября 1943 года в районе села Бородаевка Верхнеднепровского района Днепропетровской области Украины огнём из орудия отбил шесть контратак противника, подбил два танка и бронетранспортёр. При попытке врага окружить орудие отбивался гранатами. Был трижды ранен, но остался в строю.
Указом Президиума Верховного Совета СССР от 22 февраля 1944 года за образцовое выполнение боевых заданий командования и проявленные при этом мужество и героизм, гвардии старшине Федотову Ивану Григорьевичу присвоено звание Героя Советского Союза с вручением ордена Ленина и медали «Золотая Звезда».
Больше года находился на излечении в госпитале, получил инвалидность 2-й группы. В 1945 году демобилизован по инвалидности.
Вернулся в родное село. Работал заведующим клуба в селе Глебово. Был председателем колхоза «Заветы Ильича» Путятинского района, секретарём партийной организации. После ухода на пенсию участвовал в общественной жизни колхоза, проводил военно-патриотическую работу. Жил в селе Глебово.
Скончался 26 апреля 1990 года.
Награждён орденом Ленина, двумя орденами Отечественной войны 1-й степени, медалями, в том числе «За отвагу».
В селе Глебово именем Героя названа улица на которой он жил. Его имя увековечено на мемориале в районном центре селе Путятино.